# Buffignécourt
Buffignécourt är en kommun i departementet Haute-Saône i regionen Bourgogne-Franche-Comté i östra Frankrike. Kommunen ligger i kantonen Amance som tillhör arrondissementet Vesoul. År 2022 hade Buffignécourt 129 invånare.

## Befolkningsutveckling
Antalet invånare i kommunen Buffignécourt
| Referens: INSEE |